# Onomastika
Onomastika, též onomatologie, jejíž název pochází z řeckého slova „ónoma“ (= jméno), je lingvistický obor, který se zabývá studiem vlastních jmen (proprií) včetně jejich původu, vývoje, povahy a funkcí. Tato disciplína pokrývá nejen osobní jména, ale také jména míst, zvířat a rostlin.
Onomastika se dělí do několika hlavních oblastí:
- Antroponomastika – nauka zabývající se křestními jmény, příjmeními, přezdívkami, rodovými jmény apod.
- Toponomastika – nauka zabývající se názvy přírodních i člověkem vytvořených míst, jako jsou řeky, hory, města, země, sídliště a ulice
- Zoonymie – nauka o vlastních jménech zvířat
- Fylonymie – zaměřuje se na vlastní jména rostlin[1]

## Historie onomastiky
Onomastika se jako vědní disciplína začala formovat v českých zemích na přelomu 18. a 19. století, původně jako pomocná věda historická. V tomto kontextu vznikly dvě základní větve onomastiky:
(1) historická, zaměřená na studium jmen z pohledu jejich historického vývoje
(2) filologická (lingvistická), orientovaná na jazykové aspekty jmen
Od druhé poloviny 19. století získávala při zkoumání vlastních jmen stále větší význam filologická a etymologická analýza. Tento vývoj vedl k postupnému přesunu onomastiky z oblasti historických věd do jazykovědy. Tento proces byl dokončen ve druhé polovině 20. století, kdy se prosadilo dnešní pojetí onomastiky jako samostatné jazykovědné disciplíny.

## Literární onomastika
Literární onomastika je nauka o vlastních jménech v literárních dílech. Pozornost literárním jménům v dramatických textech věnoval již Aristoteles, a to ve svém díle Poetika. Větší zájem však propukl až v 1. polovině 20. století, kdy se o vlastní jména v uměleckých textech začali zajímat onomastici a sémiotici. První konferenci o literární onomastice zorganizovaly State University of New York a American Name Society v červnu 1973 v Brockportu. 1976 následoval 12. mezinárodní kongres onomastických studií (ICOS) v Bernu s malou sekcí literární onomastiky. Jedním z hlavních témat se stala až na 15. mezinárodním onomastickém kongresu v Lipsku roku 1984.
Literární onomastika se v českém prostoru jako disciplína začala prosazovat až během 70. let. Za jedny z prvních literárněonomastických studií můžeme považovat články M. Majtánové Vlastní jména osob v Národních báchorkách a pověstech Boženy Němcové (1971) nebo Jména postav ve slovenských pohádkách Boženy Němcové (1972). První teoretická studie vyšla roku 1976 s názvem Vlastní jména v umělecké literatuře. Autor Karel Hausenblas v ní definoval podstatné zásady pro výzkum literárních vlastních jmen.
Od 90. let již má literární onomastika své stálé místo na onomastických konferencích. Za jedno z nejpodstatnějších studií posledních let lze považovat práce Jméno postavy v románu od Daniely Hodrové. Hodrová se zde věnuje postavám bez jména, změnám jmen v průběhu děje či jménům-převlekům.

### Základní funkce
V literární onomastice se zpravidla rozlišují jednak funkce týkající se literárních postav, jednak funkce týkající se postavení a úlohy vlastních jmen v textu.
Mezi základní funkce patří:
(a) pojmenovací a identifikační funkce – jména slouží k identifikaci postav a zároveň vytvářejí iluzi, že postavy existují v reálném světě
(b) sociálně klasifikační funkce – jména mohou odkazovat na etnickou, regionální nebo společenskou příslušnost, čímž dílu dodávají historický kolorit a pomáhají umístit postavy do konkrétního časového rámce (Mařka či Tonička)
(c) charakterizační funkce – jména mohou charakterizovat postavy, zejména tzv. mluvící jména, která odrážejí povahu postavy nebo její profesi (např. Lesana, řezník Masorád)
(d) asociační a konotační funkce – jména mohou evokovat historické nebo literární postavy, případně jejich symboliku (např. Napoleon, Metuzalém), nebo mohou mít mytizační charakter (Blaník, Bivoj)
(e) estetická a poetická funkce – forma jména (jeho zvuk nebo struktura) může mít estetický význam a přispívat k poetice díla (např. loupežník Rumcajs, Eulálie Čubíková)
Výběr a použití literárních jmen je vždy spojen s autorskou poetikou a žánrovým zařazením díla, přičemž poetika zohledňuje umělecké zásady dané doby. Při porovnávání literárních a reálných jmen se zkoumá, zda jména v díle odpovídají pojmenovacím zvyklostem té doby, nebo zda jsou vytvořena s ohledem na kontrast s ní. Tento vztah mezi literární a reálnou onomastií není jednostranný, protože literární jména mohou ovlivnit skutečná jména, jak ukazuje například trendy pojmenovávání dětí podle postav z telenovel, jako jsou Esmeralda nebo Emanuel.

### Faktory ovlivňující výběr jmen v literatuře
Pojmenování literárních hrdinů ovlivňuje velká množina rozdílných faktorů. Tyto faktory se vzájemně míchají, působí zároveň. Ačkoliv se některý faktor může jevit jako hlavní, dominantní, nelze opomenout ostatní faktory.
Žaneta Dvořáková ve své knize Literární onomastika, Antroponyma, dělí tyto faktory na následující:
- Literární druh – Jiná jména používá autor v próze, jiná v poezii a jiná v dramatu.[6]

- Žánr – Literární žánry mají své zvyky a tradice, a to platí i v oblasti jmen. Rozdílná jména použije autor v pohádce, historickém románu nebo detektivce.[7]

- Kulturní tradice – Autor používá jména (nejčastěji křestní, např. Eva, Helena) známých prototypických postav, předpokládá čtenářovu znalost oněch postav a tím naznačuje čtenářovi, jak má být příběh čten.[8]

- Dobová poetika – Výběr jmen záleží nejen na čase, ve kterém dílo bylo sepsáno, ale i na literárním stylu.[9]

- Autorská poetika – Projevuje se hravostí a vynalézavostí při výběru jmen. Zatímco někteří autoři používají běžná jména, jiní si vymýšlejí jména úplně nová, používají kupříkladu skládání slov (např. J. K. Tyl – Čert, kníže Krvomír).[10]

- Funkce – Hlavním faktorem pro výběr jména je zamýšlená funkce autorem, kterou má jména v díle plnit. Funkce je možné dále dělit na: a) identifikační b) asociační c) charakterizační d) klasifikující e) estetickou.[11]

- Formálně jazykový aspekt – Do formálně jazykových aspektů lze zařadit původ jména, stylistická příznakovost, styl skloňování, obliba jména a naproti tomu neběžnost.[12]

- Obsahově sémantický aspekt – Roli hraje také význam jména, včetně asociací a konotací a mimojazykových vazeb. Často působí rovněž stereotypní představy spojené s kulturou či známými nositeli daného jména.[13]

## Významní představitelé oboru

### Čeští onomastici
- Miloslava Knappová, antroponomastik
- Antonín Profous, toponomastik
- Jan Svoboda, onomastik
- Vladimír Šmilauer, onomastik, bohemista
- Rudolf Šrámek, onomastik, bohemista
- Milan Harvalík, onomastik, toponomastik
- Libuše Olivová-Nezbedová, onomastička

### Zahraniční onomastici
- Jaroslav Rudnyckyj, kanadsko-ukrajinský lingvista, specialista na etymologii a onomastiku